# Stade de la Fontenette
Stade de la Fontenette – stadion piłkarski w Carouge, w Szwajcarii. Może pomieścić 7200 widzów. Na obiekcie swoje spotkania rozgrywają piłkarze klubu Étoile Carouge FC.